# توموكو إيجاتا
توموكو إيجاتا (باليابانية: 井形とも子) مواليد 30 أكتوبر 1965، هو متسابق دراجات نارية ياباني. نافس في سباقات بطولة العالم لفئة 125 سي سي. نشط من سنة 1992 إلى 1995.

## روابط خارجية
- توموكو إيجاتا على موقع MotoGP.com (الإنجليزية)